# Leucania radiata
Leucania radiata är en fjärilsart som beskrevs av Bremer 1864. Leucania radiata ingår i släktet Leucania och familjen nattflyn. Inga underarter finns listade i Catalogue of Life.